# 230

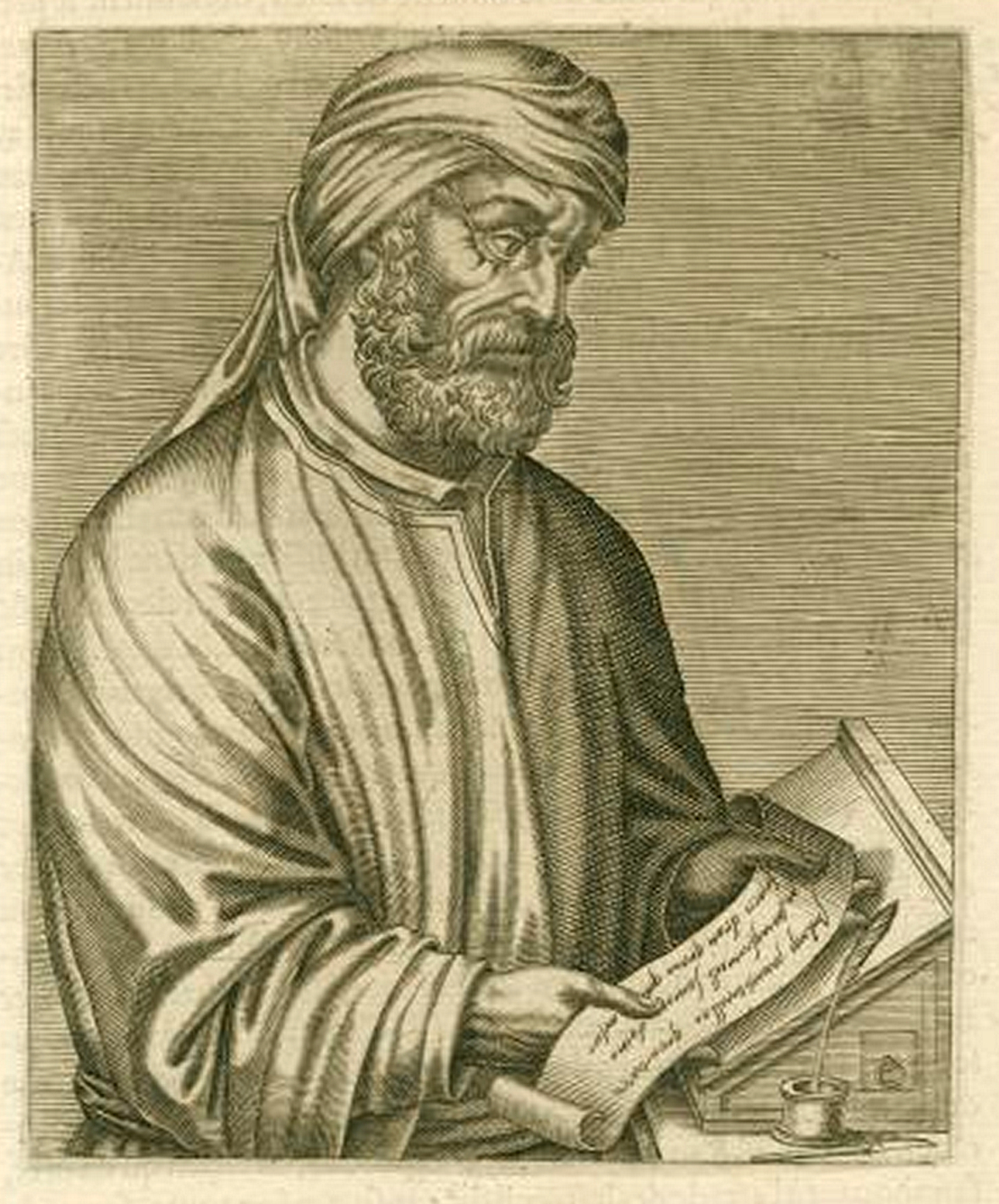
Tertullianus

Het jaar 230 is het 30e jaar in de 3e eeuw volgens de christelijke jaartelling.

## Gebeurtenissen

### Italië
- 21 juli - Paus Pontianus (230 - 235) volgt Urbanus I op als de achttiende paus van Rome. Hij stelt het eerste liederenboek met psalmen samen.

### Perzië
- Koning Ardashir I, stichter van de dynastie der Sassaniden, verovert tijdens een veldtocht Mesopotamië en bedreigt Syria.

## Geboren
- Deng Zhong, Chinees veldheer en zoon van Deng Ai (overleden 264)

## Overleden
- Tertullianus, filosoof en kerkvader (waarschijnlijke datum)